# Чаир (парк)
Парк Чаи́р (крымскотат. Çayır, Чайыр) — памятник садово-парковой архитектуры Крыма, расположенный в посёлке Гаспра.
Название чаир (çayır) означает в переводе с крымскотатарского «горный луг».

## Географическое положение
Парк расположен на территории 23 га в посёлке Гаспра на Южном берегу Крыма. В парке представлены около 300 видов хвойных и вечнозелёных видов растений с разных континентов: магнолии, кипарисы, олеандры, гортензии. Старейшие деревья, возраст которых 300—500 лет, сохранились со времён росшего здесь когда-то леса. Своим происхождением парк обязан агротехнической культуре народов, живших в этих местах: издавна на склонах местных гор выращивались сады, которые не требовали особого ухода.
В 1917 году императорские и княжеские имения были национализированы. Ряду членов императорской фамилии (в том числе Великому князю Николаю Николаевичу, с супругой Анастасией (Станой) Черногорской), было позволено остановиться в соседнем имении Дюльбер. Оттуда в марте 1919 года они, вместе с вдовствующей императрицей Марией Фёдоровной и другими членами Российского Императорского Дома, выехали в Великобританию на английском корабле «Мальборо».
В парке расположены санаторий «Сосновая роща» и дача «Чаир», принадлежавшая до 1917 года Великому князю Николаю Николаевичу, который стал основателем исторического объекта. Великий князь приобрел землю в Крыму на стыке XIX и XX столетий и принял решение создать здесь дворцово-парковый комплекс. В начале XX века на месте густого леса появился парк, прославившийся в скором времени огромной коллекцией сортов роз. В годы Гражданской войны парк не пострадал, а в 1920 году был национализирован и получил статус санатория. В этом санатории в 20-е годы XX века отдыхали такие известные личности, как Н. А. Семашко, М. В. Фрунзе и В. В. Маяковский.

## В культуре
Наиболее известна песня 1930-х годов композитора К. Я. Листова на стихи П. А. Арского (Афанасьева) «В парке Чаир», которую исполнял Аркадий Погодин. Песня использована в фильмах: «Рождённая революцией» (1974—1977, 7-я серия), «Горячий снег» (1972), «По ту сторону волков» (2002), «Седьмая симфония» (2021), где является элементом инструментальной звуковой дорожки.